# Mesothen caeruleicorpus
Mesothen caeruleicorpus är en fjärilsart som beskrevs av William Schaus 1905. Mesothen caeruleicorpus ingår i släktet Mesothen och familjen björnspinnare. Inga underarter finns listade i Catalogue of Life.